# The Sun Rises on Us All
The Sun Rises on Us All (chinesisch 日挂 終天, Pinyin Rì guà zhōng tiān) ist ein chinesischer Spielfilm von Cai Shangjun aus dem Jahr 2025. Das Drama handelt von einem ehemaligen Liebespaar, das sich Jahre nach seiner Trennung wiederbegegnet. Die Hauptrollen übernahmen Xin Zhilei und Zhang Songwen. Die Uraufführung des Werks findet Anfang September 2025 bei den Internationalen Filmfestspielen von Venedig statt.

## Handlung
Die früheren Geliebten Baoshu und Meiyun haben sich nach einem Unfall entzweit. Sieben Jahre später begegnen sich der Mann und die Frau wieder. Dabei werden sie mit lange zurückliegenden Geheimnissen aus ihrer Vergangenheit konfrontiert.

## Hintergrund

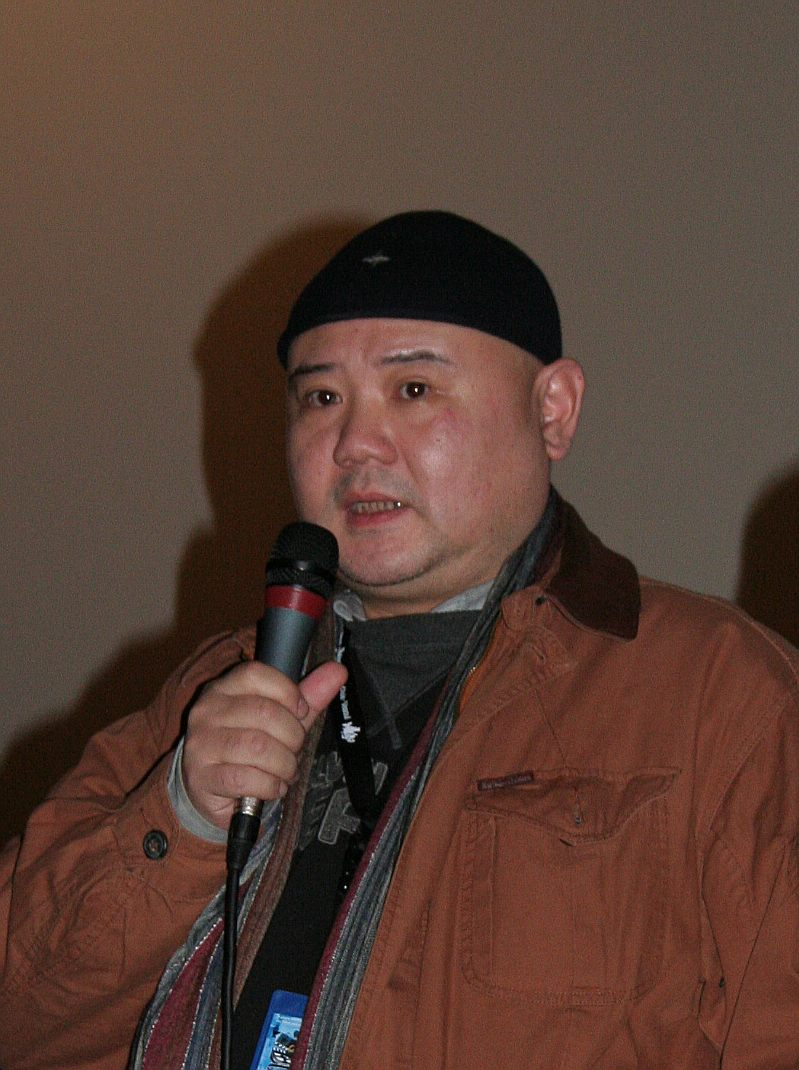
Cai Shangjun (2008)

The Sun Rises on Us All ist der vierte Spielfilm des chinesischen Regisseurs Cai Shangjun. Das Drehbuch verfasste er gemeinsam mit Nianjin Han. Für die Hauptrollen des Liebespaares Baoshu und Meiyun wurden die chinesischen Darsteller Xin Zhilei und Zhang Songwen verpflichtet. Zum Schauspielensemble gehörte auch der Darsteller Feng Shaofeng.
Die Dreharbeiten fanden in der südöstlich am Südchinesischen Meer gelegenen Provinz Guangdong statt. Als Drehorte fungierten unter anderem die Städte Guangzhou, Shaoguan und Dongguan. Verantwortlicher Kameramann war der Südkoreaner Kim Hyun-seok. Für den Schnitt zeichneten der Franzose Matthieu Laclau und der Taiwaner Yann-Shan Tsai verantwortlich.

## Veröffentlichung
Die Weltpremiere von The Sun Rises on Us All erfolgt am 5. September 2025 im Rahmen des 82. Internationalen Filmfestivals von Venedig. Der Beitrag wurde in den Hauptwettbewerb aufgenommen.

## Auszeichnungen
Cai Shangjun wurde mit The Sun Rises on Us All zum zweiten Mal nach 2011 in den Wettbewerb um den Goldenen Löwen der Filmfestspiele von Venedig eingeladen.